# Третій у п'ятому ряду
«Третій у п'ятому ряду» — радянський телефільм 1984 року, знятий режисером Сергієм Олійником на Кіностудії ім. О. Довженка.

## Сюжет
Телефільм знято за однойменною повістю Анатолія Алексіна. Віра Матвєєва у минулому — шкільний вчитель, а нині — пенсіонерка живе з онукою Єлизаветою. Дівчинка, розглядаючи колективні фотографії учнів бабусі, звертає увагу на зображеного на одній з них усміхненого хлопчика.

## У ролях
- Алла Покровська — Віра Матвіївна, вчитель російської мови та літератури
- Олександр Продан — Ваня Бєлов
- Юлія Космачова — Єлизавета, онука Віри Матвіївни
- Катерина Маркова — Маша, медсестра у лікарні
- Марія Зубарєва — Олена Іванівна, вихователька Єлизавети в дитячому садку
- Максим Никифоров — Сенька Голубкін
- Михайло Хльосткін — Володя Кудрявцев, син Віри Матвіївни (у дитинстві)
- Алла Мещерякова — мати Бєлова
- Юрій Гребенщиков — Андрій, батько Бєлова
- Марія Виноградова — Поліна Захарівна, голова місцевого комітету
- Маргарита Кошелєва — директор школи
- Людмила Смородіна — Ірина Григорівна, вчителька математики
- Володимир Антоник — Володя Кудрявцев (дорослий)
- Олександр Бєліна — випускник
- Людмила Зверховська — батьківка
- Наталія Заболотна — епізод
- Володимир Костюк — міліціонер
- Юрій Лемешев — епізод
- Юрій Мисєнков — випускник
- Тетяна Мітрушина — вчителька
- Аліція Омельчук — епізод
- Олена Пайтіна — батьківка
- В. Руденко — епізод
- Тетяна Слобідська — епізод
- Світлана Суховій — Клава, мати Єлизавети
- Любов Ткаченко — батьківка
- Валентин Смирнитський — фотограф
- Світлана Олександрова — епізод
- Наталя Вершигора — епізод
- Таня Харкова — епізод
- Анатолій Юрченко — завуч

## Знімальна група
- Режисер — Сергій Олійник
- Сценарист — Катерина Маркова
- Оператор — Валерій Башкатов
- Композитор — Євген Дога
- Художник — Петро Максименко